# هو بينغ
هو بينغ (1930 - 2020)، هو سياسي صيني شغل منصب وزير التجارة في جمهورية الصين الشعبية من أبريل 1988 إلى مارس 1993.